# Bilogora i Kalničko gorje
Bilogora i Kalničko gorje este o arie protejată (arie de protecție specială avifaunistică — SPA) din Croația întinsă pe o suprafață de 95.070,86 ha, integral pe uscat.

## Localizare
Centrul sitului Bilogora i Kalničko gorje este situat la coordonatele 46°06′36″N 16°41′35″E / 46.11°N 16.693°E.

## Înființare
Situl Bilogora i Kalničko gorje a fost declarat arie de protecție specială avifaunistică în iulie 2013 pentru a proteja 19 specii de animale.

## Biodiversitate
Situată în ecoregiunea continentală, aria protejată nu include niciun habitat protejat.
La baza desemnării sitului se află mai multe specii protejate de  păsări (19): buha (Bubo bubo), caprimulg (Caprimulgus europaeus), barză albă (Ciconia ciconia), barză neagră (Ciconia nigra), erete vânăt (Circus cyaneus), porumbel de scorbură (Columba oenas), ciocănitoarea de stejar (Dendrocopos medius), ciocănitoare de grădină (Dendrocopos syriacus), ciocănitoare neagră (Dryocopus martius), muscar-gulerat (Ficedula albicollis), muscar (Ficedula parva), acvilă pitică (Hieraaetus pennatus), sfrâncioc roșiatic (Lanius collurio), sfrânciocul cu frunte neagră (Lanius minor), ciocârlie de pădure (Lullula arborea), viespar (Pernis apivorus), ciocănitoare verzuie (Picus canus), huhurezul mic (Strix uralensis), silvie porumbacă (Sylvia nisoria).
Pe lângă speciile protejate, pe teritoriul sitului au mai fost identificate 1 specie de păsări.